# Seznam zápasů ghanské fotbalové reprezentace na MS
Ghanská fotbalová reprezentace byla celkem 4x na mistrovstvích světa ve fotbale a to v letech 2006, 2010, 2014, 2022.
- Aktualizace po MS 2022 - Počet utkání - 15 - Vítězství - 5x - Remízy - 2x - Prohry - 8x

| Číslo | Soupeř      | Výsledek                | MS      | Fáze turnaje       | Góly Egyptu                                          |
| ----- | ----------- | ----------------------- | ------- | ------------------ | ---------------------------------------------------- |
| 1.    | Itálie      | 0 – 2                   | MS 2006 | základní skupina E | Ne                                                   |
| 2.    | Česko       | 2 – 0                   | MS 2006 | základní skupina E | Asamoah Gyan, Sulley Muntari                         |
| 3.    | USA         | 2 – 1                   | MS 2006 | základní skupina E | Haminu Draman, Stephen Appiah (penalta)              |
| 4.    | Brazílie    | 0 – 3                   | MS 2006 | osmifinále         | Ne                                                   |
| 5.    | Srbsko      | 1 – 0                   | MS 2010 | základní skupina D | Asamoah Gyan (penalta)                               |
| 6.    | Austrálie   | 1 – 1                   | MS 2010 | základní skupina D | Asamoah Gyan (penalta)                               |
| 7.    | Německo     | 0 – 1                   | MS 2010 | základní skupina D | Ne                                                   |
| 8.    | USA         | 2 – 1 (PP)              | MS 2010 | osmifinále         | Kevin-Prince Boateng, Asamoah Gyan                   |
| 9.    | Uruguay     | 1 – 1 (PP) (pen. 2 - 4) | MS 2010 | čtvrtfinále        | Sulley Muntari penalty: Asamoah Gyan, Stephen Appiah |
| 10.   | USA         | 1 – 2                   | MS 2014 | základní skupina G | André Ayew                                           |
| 11.   | Německo     | 2 – 2                   | MS 2014 | základní skupina G | André Ayew, Asamoah Gyan                             |
| 12.   | Portugalsko | 1 – 2                   | MS 2014 | základní skupina G | Asamoah Gyan                                         |
| 13.   | Portugalsko | 2 – 3                   | MS 2022 | základní skupina H | André Ayew, Osman Bukari                             |
| 14.   | Jižní Korea | 3 – 2                   | MS 2022 | základní skupina H | 2x Mohammed Kudus, Mohammed Salisu                   |
| 15.   | Uruguay     | 0 – 2                   | MS 2022 | základní skupina H | Ne                                                   |